# Giesenhausen

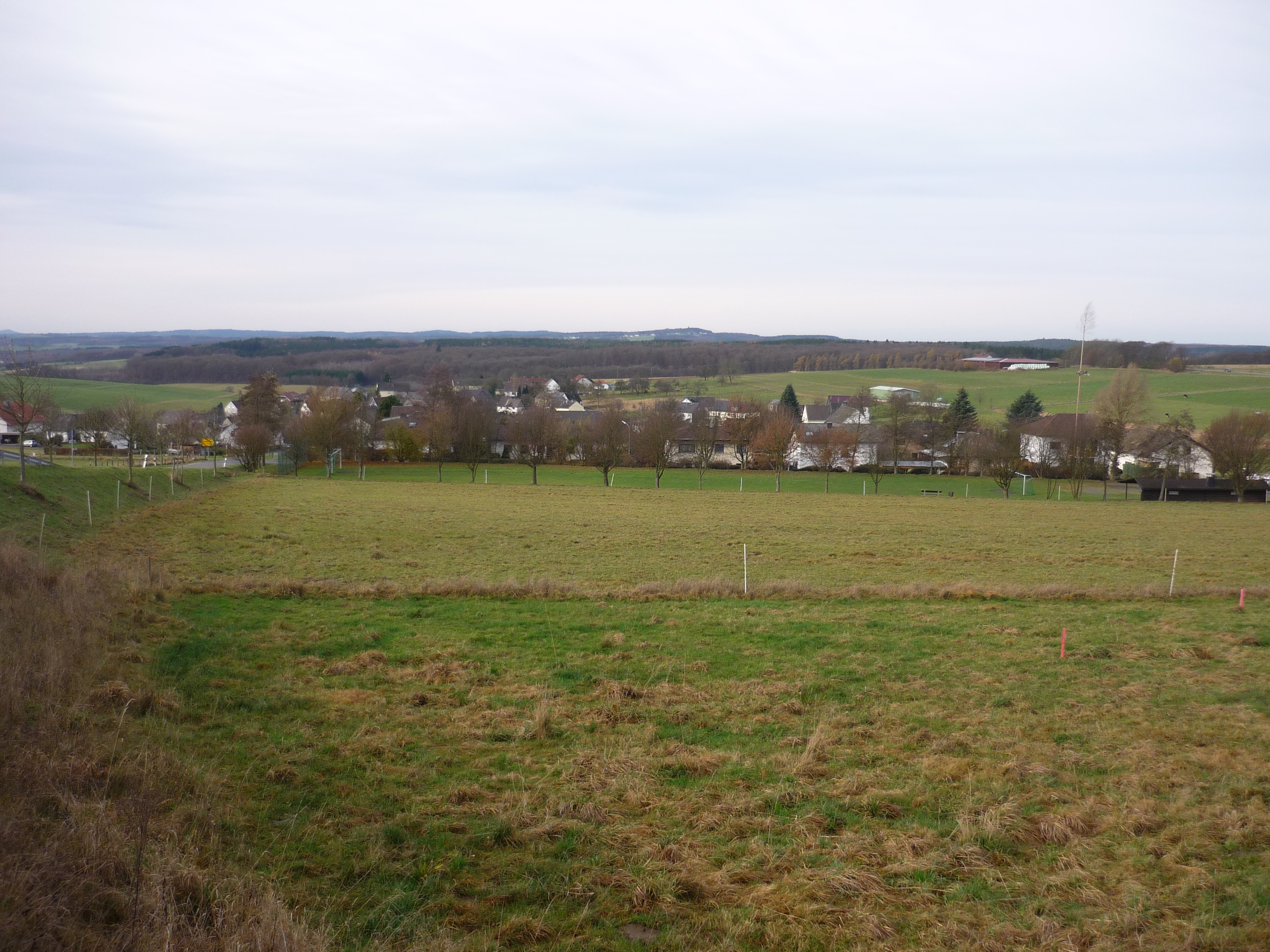
Blick auf Giesenhausen

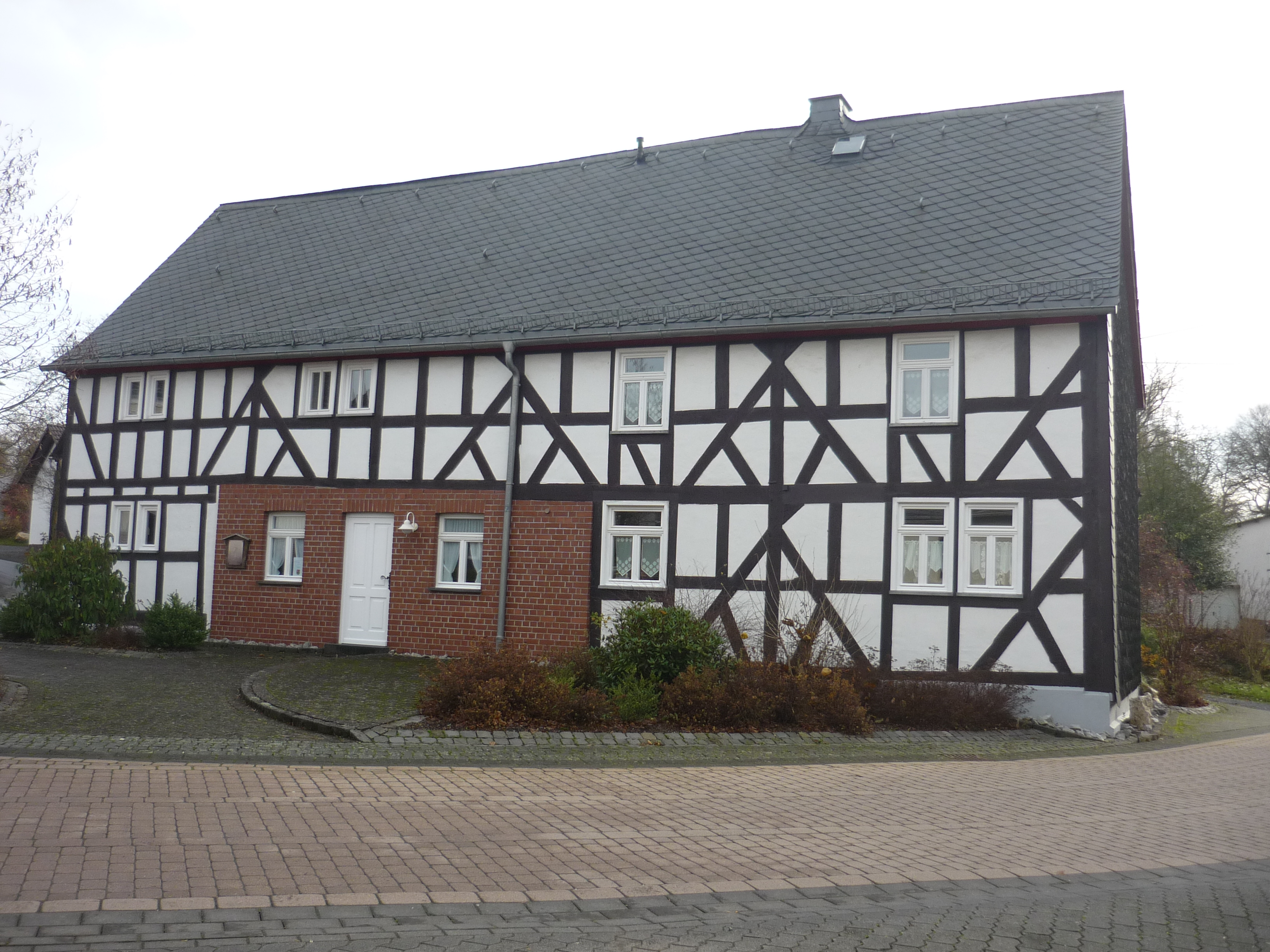
Haus Alhäuser, erbaut 1704

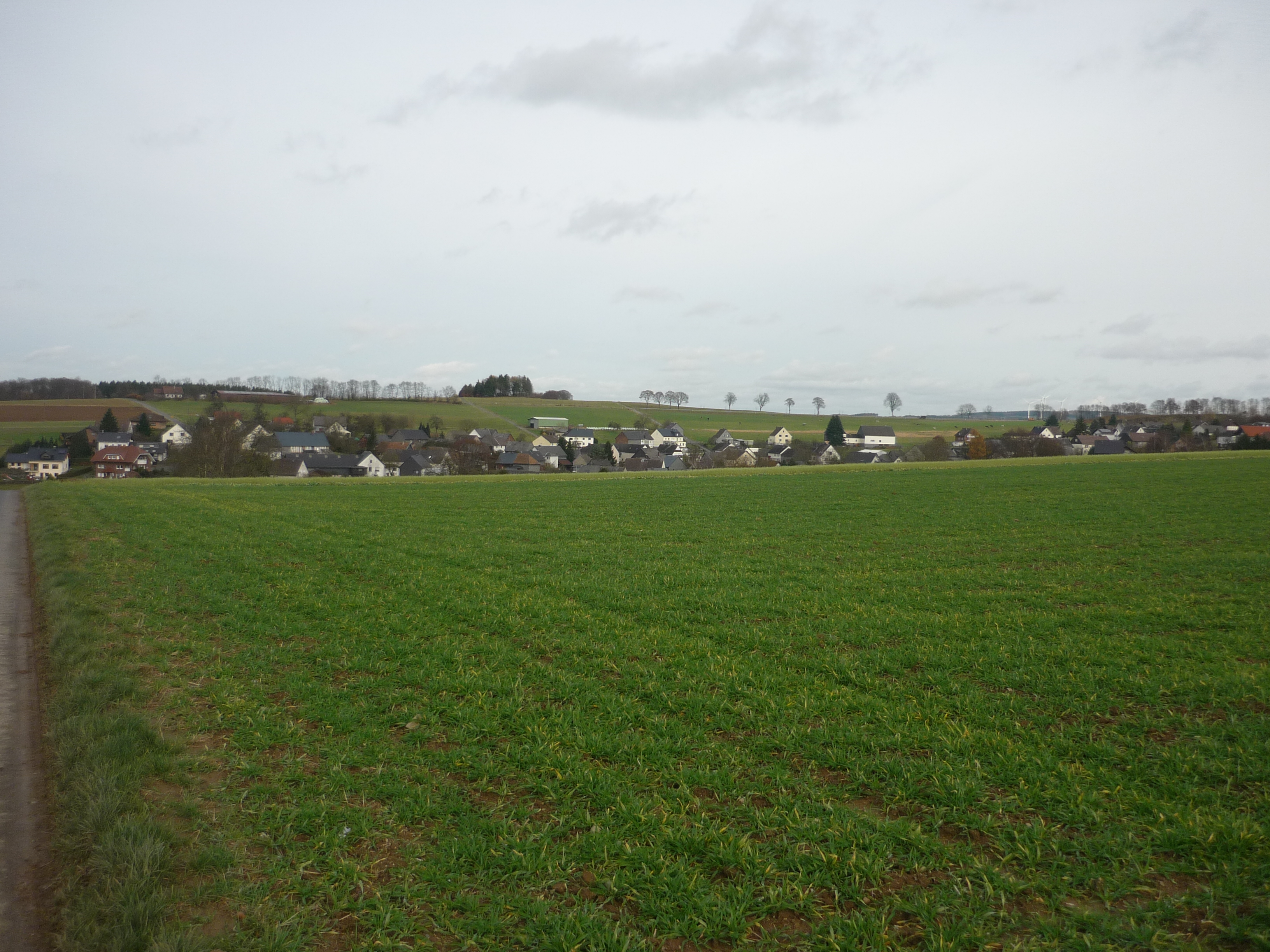
Blick auf Giesenhausen

Giesenhausen ist eine Ortsgemeinde im Westerwaldkreis in Rheinland-Pfalz. Die landwirtschaftlich strukturierte Wohngemeinde gehört der Verbandsgemeinde Hachenburg an.

## Geographische Lage
Die auf 310 m ü. NHN gelegene Gemeinde liegt im Westerwald zwischen Limburg und Siegen, am Rande der Kroppacher Schweiz. Die 488 ha große Gemarkung grenzt im Norden an Stein-Wingert, im Südosten an Kroppach, im Süden an Ingelbach, im Westen an Sörth und im Nordwesten an Eichelhardt; die drei letzten Orte liegen bereits im Kreis Altenkirchen. Am Südrand der Gemarkung verläuft die Bundesstraße 414 und die Bahnstrecke Limburg–Altenkirchen. Höchster Punkt in der Gemarkung ist die Giesenhauser Höhe (348 m ü. NHN) an der Verbindungsstraße nach Kroppach, markiert durch eine Windkraftanlage. Weitläufig umgeben ist der Ort von Waldflächen im Westen bis Nordosten (Weidchen) und Acker- und Wiesenflächen.

## Geschichte
1311 wurde Giesenhausen erstmals in einer Urkunde als Geysinhusen erwähnt. Über Geysinhuysen 1525, Geisenhausen 1579 festigt sich der Ortsname im 18. Jahrhundert zum heutigen Giesenhausen. Der Name leitet sich ab von Gieße, einer Rinne oder ein Nebenrinnsal eines Baches, und deutet demnach auf die Beschreibung Zu den Häusern an dem kleinen Bachlauf. Wirtschaftlich vorherrschend war die Landwirtschaft, für 1810 ist der Betrieb einer Dachschiefergrube nachgewiesen.
Giesenhausen gehörte zum Kirchspiel Kroppach und bis Mitte des 17. Jahrhunderts landesherrlich zur Grafschaft Sayn. Die Einwohner wurden nach der Einführung der Reformation in der Grafschaft Sayn erst lutherisch und später reformiert. Nach der Landesteilung der Grafschaft Sayn im 17. Jahrhundert zählte Giesenhausen zur Grafschaft Sayn-Hachenburg. 1799 ging die Grafschaft auf dem Erbweg an die Fürsten von Nassau-Weilburg. Im Zusammenhang mit der Bildung des Rheinbundes kam die Region und damit auch Giesenhausen 1806 an das neu errichtete Herzogtum Nassau. Unter der nassauischen Verwaltung war Giesenhausen dem Amt Hachenburg zugeordnet. Nach der Annexion des Herzogtums Nassau, kam der Ort 1866 an das Königreich Preußen und gehörte von 1868 an zur Provinz Hessen-Nassau und zum Oberwesterwaldkreis. Seit 1946 ist Giesenhausen Teil des Landes Rheinland-Pfalz.
Bevölkerungsentwicklung
Die Entwicklung der Einwohnerzahl von Giesenhausen, die Werte von 1871 bis 1987 beruhen auf Volkszählungen:
| Jahr | Einwohner       |
| 1579 | 15 Häuser       |
| 1624 | 12 Feuerstätten |
| 1653 | 7 Räuche        |
| 1760 | 74              |
| 1815 | 149             |
| 1835 | 191             |
| 1871 | 199             |

| Jahr | Einwohner |
| 1905 | 230       |
| 1939 | 260       |
| 1950 | 280       |
| 1961 | 268       |
| 1970 | 287       |
| 1987 | 297       |
| 2005 | 337       |

| Jahr | Einwohner |
| ---- | --------- |
| 2022 | 350       |

## Politik

### Gemeinderat
Der Gemeinderat in Giesenhausen besteht aus acht Ratsmitgliedern, die bei der Kommunalwahl am 9. Juni 2024 in einer Mehrheitswahl gewählt wurden, und der ehrenamtlichen Ortsbürgermeisterin als Vorsitzender.

### Bürgermeister
Astrid Lauer wurde am 11. Juli 2024 Ortsbürgermeisterin von Giesenhausen. Bei der Direktwahl am 9. Juni 2024 war sie als einzige Bewerberin mit einem Stimmenanteil von 88,6 % für fünf Jahre gewählt worden.
Lauers Vorgänger Michael Meier hatte das Amt zehn Jahre inne und kandidierte bei der Direktwahl 2024 nicht erneut als Ortsbürgermeister.

### Wappen
| Wappen von Giesenhausen | Blasonierung: „Spätgotischer Rundschild von einer gold-blau geteilten Leiste schräglinks geteilt, oben in Rot eine silberne Pflugschar, unten in Gold ein grüner Zweig mit drei grünen Buchenblättern.“ |
| Wappen von Giesenhausen | |

## Kultur und Sehenswürdigkeiten
Im Ortskern gibt es noch eine Reihe alter Bauernhäuser aus dem 18. Jahrhundert, zum Teil mit Putz und Schiefer bedeckt. Vorhanden sind auch noch einzelne Fachwerkscheunen. Das Dorfgemeinschaftshaus Haus Alhäuser in der Hauptstraße 17 befindet sich in einem großen Fachwerkhaus, das 1704 errichtet wurde. Neben dem Gemeindebüro beherbergt es auch den Jugend- und einen Gesellschaftsraum.
Zu den Naturdenkmälern zählen die Baumgruppe am westlichen Ortsrand, bestehend aus zwei Linden und einer Roteiche sowie eine Stieleiche 100 Meter südlich der Kreuzung an der Giesenhauser Höhe.
In der Gemarkung ca. 1,5 Kilometer nordwestlich des Ortes befindet sich ein alter, ca. 500 Meter langer und ein Meter hoher Grenzwall auf der Grenze zwischen Giesenhausen und Eichelhardt. Diese Gemarkungsgrenze, die gleichzeitig Kreisgrenze ist, war früher die Grenze zwischen den Grafschaften Sayn-Altenkirchen und Sayn-Hachenburg, später zwischen dem Königreich Preußen und dem Herzogtum Nassau.

## Regelmäßige Veranstaltungen
Das jährlich am 30. April stattfindende, von der Maijugend organisierte, Maifest an der Grillhütte ist einer der Höhepunkte im Gemeindeleben.
Die Bürger der Gemeinde engagieren sich regelmäßig im Frühjahr bei der Aktion "Saubere Landschaft". Dabei wird entlang der umliegenden Straßen Müll gesammelt und sich aktiv für den Umweltschutz eingesetzt.
Der Hobby-Club Giesenhausen veranstaltet im Sommer an einem Samstag ein Fußballturnier. Der Sonntag wird dann gemeinsam mit der Freiwilligen Feuerwehr als Dorf- und Kinderfest ausgerichtet.
Die Freiwillige Feuerwehr veranstaltet in regelmäßigen Abständen an Vatertag das Feuerwehrfest mit Spiel und Spaß für Jung und Alt.
In der Adventszeit veranstalten die Vereine abwechselnd die Nikolausfeier, bei der in der Abenddämmerung der Nikolaus im Dorf gesucht und abgeholt wird. Bisher hatte er auch immer eine Überraschung für die Kinder dabei.

## Verkehr
- Südlich des Ortes verläuft die B 414, die von Altenkirchen (Westerwald) nach Herborn führt.
- Die nächsten Autobahnanschlussstellen sind in Siegen, Wilnsdorf oder Herborn an der A 45 Dortmund–Aschaffenburg, etwa 25 Kilometer entfernt.
- Der nächstgelegene ICE-Halt ist der Bahnhof Montabaur an der Schnellfahrstrecke Köln–Rhein/Main.
- Die S-Bahn in Richtung Köln ist in ca. 15 Minuten über den Bahnhof Au (Sieg) zu erreichen.